# Islas Ngerukeuid
Las Islas Ngerukeuid o Islas Setenta (en inglés: Ngerukeuid Islands o bien Seventy Islands) son un grupo de islas deshabitadas del Pacífico que pertenecen a la República de Palaos.  Se encuentran al suroeste del archipiélago de las Islas Chelbacheb (Islas Rock). 
Son cerca de 40 islas pequeñas, planas y densamente boscosas.  Estos son ahora a menudo usadas por los turistas para la práctica de actividades como el buceo.